# La Brute magnifique
Pour plus de détails, voir Fiche technique et Distribution.
La Brute magnifique (titre original : The Magnificent Brute) est un film américain réalisé par John G. Blystone, sorti en 1936.

## Fiche technique
- Titre original : The Magnificent Brute
- Titre français : La Brute magnifique
- Réalisation : John G. Blystone
- Scénario : Lewis R. Foster, Bertram Millhauser (en) et Owen Francis
- Photographie : Merritt B. Gerstad
- Musique : Arthur Lange et Charles Maxwell (non crédités)
- Société de production : Universal Pictures
- Pays de production : États-Unis
- Format : Noir et blanc — 35 mm — 1,37:1 — Son : Mono
- Genre : Film dramatique
- Durée : 77 minutes
- Date de sortie : 1936

## Distribution
- Victor McLaglen : 'Big Steve' Andrews
- Binnie Barnes : Della Lane
- Jean Dixon : Blossom Finney
- William Hall : Bill Morgan
- Henry Armetta : Buzell
- Ann Preston : Mme Howard
- Bill Burrud (en) : Pete Finney
- Edward Norris : Hal Howard
- Raymond Brown : Two-Up Mooney
- Selmer Jackson : Dr Coleman
- Etta McDaniel : Lavolia
- Cy Kendall : le chef de la police
- Charles C. Wilson : Murphy
- Frank Hagney (non crédité) : un travailleur